# Oscar Wilde
Oscar Fingal O’Flahertie Wills Wilde (16. října 1854 Dublin – 30. listopadu 1900 Paříž) byl v Anglii působící dramatik, prozaik, básník a esejista irského původu.

## Životopis

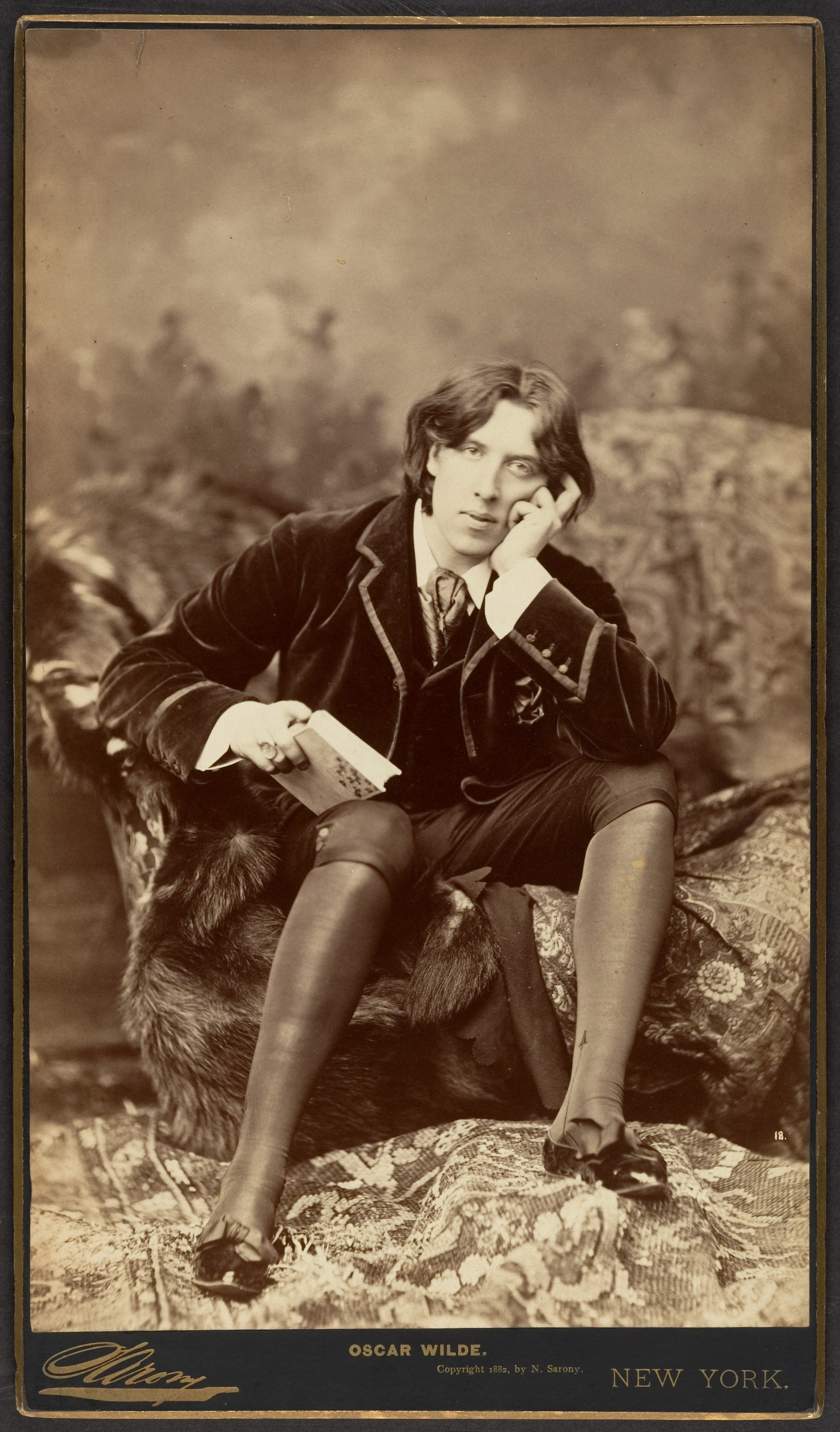
Napoleon Sarony: Oscar Wilde č. 18 (1882), který se stal předmětem jednání Nejvyššího soudu USA, ve kterém soud rozšířil autorská práva na ochranu fotografií

### Mládí a studium
Jeho otec William byl přední irský oční a ušní chirurg, který byl roku 1864 za své služby povýšen do šlechtického stavu. Matka Jane byla úspěšnou básnířkou a irskou nacionalistkou, píšící pod jménem „Speranza“. Oscar Wilde se narodil jako druhé z jejich tří dětí, mezi starším bratrem Williamem a sestrou Isolou, která však zemřela v devíti letech na meningitidu. Dům Wildových byl lékařským a kulturním střediskem v Dublinu, který navštěvovalo mnoho známých osobností. Oscar se až do deseti let učil doma, v letech 1864 až 1871 byl v královské škole Portoro v Enniskillenu. Potom studoval s výborným prospěchem klasickou filologii na Trinity College v Dublinu, kde se věnoval především starořecké literatuře. V roce 1874 přešel na Magdalen College v Oxfordu a tam upoutal pozornost nejen svým vynikajícím intelektem a řečnickými schopnostmi, ale také extravagantním vystupováním a oblékáním. Zásadní vliv na jeho životní postoj i pozdější tvorbu měla filozofie (umění pro umění) jeho profesora Waltera Patera, propagátora tzv. čisté krásy v umění a stoupence hnutí estetismu. Začal psát verše ovlivněné anglickými prerafaelity (báseň Ravenna z roku 1878) a seznámil se s dekadentními názory, které na něho měly velký vliv. Studia úspěšně dokončil v roce 1878 a po krátkém pobytu v Dublinu se usadil v Londýně. Žil svobodně bez ohledu na konvence a pokryteckou morálku vyšších vrstev viktoriánské Anglie, vědomě šokoval prudérní společnost. Pro svůj šarm, duchaplnost a vypravěčské umění byl vyhledávaným a oblíbeným společníkem. Wilde byl představitelem mladých umělců, kteří otevřeně vystupovali proti nevkusu a kladli důraz na estetické hodnoty v umění i životě. Publikoval své verše v různých časopisech a v roce 1881 mu vyšla první sbírka s názvem Básně (Poems), která byla kritikou příznivě přijata. V roce 1881 podnikl jako propagátor estetického hnutí velmi úspěšné přednáškové turné po severní Americe. Za vydělané peníze strávil tři měsíce roku 1883 v Paříži a v srpnu se vrátil do New Yorku na uvedení své první hry Vera. Po návratu do Londýna přednášel o svých dojmech z návštěvy USA a hodnotách umění v moderním životě. Odložil extravagantní oblečení a stal se propagátorem moderního životního stylu.

### Spisovatel a dramatik
Dne 29. května 1884 se v Londýně oženil s Constance Lloydovou, jejíž finanční zabezpečení mu umožnilo žít v relativním luxusu. Přestěhovali se do velkého bytu v Chelsea. Oscar Wilde byl citlivým a milujícím otcem dvou synů – Cyrila (1885) a Vyvyana.(1886). V letech 1886–1889 se věnoval žurnalistice. Ve svých článcích a sloupcích se vyjadřoval k různým aktuálním událostem. V polovině roku 1887 se stal redaktorem časopisu Svět ženy (Lady's World), do kterého psal o rodičovství, kultuře a politice, módě i umění. Koncem roku 1889 z novin odešel, protože se chtěl věnovat výhradně vlastní tvůrčí práci. Už od roku 1887 psal povídky pro různé časopisy a v roce 1888 vydal soubor pohádek Šťastný princ a jiné pohádky (The Happy Prince and other Tales). Vydal také několik brilantních studií o umění a politickou esej O lidské duši za socialismu (The Soul of Man under Socialism), v níž projevil výrazné sociální cítění. Postupně se stával známým a uznávaným spisovatelem. V roce 1891 byly publikovány dvě sbírky povídek: Zločin lorda Artura Savila a jiné povídky (Lord Arthur Savile's Crime and Other Stories) a Dům granátových jablek (A House of Pomegranates), kterou připsal své manželce. Ve stejném roce vyšel jeho jediný román Obraz Doriana Graye (The Picture of Dorian Gray).
V letech 1892–1895 dosáhl Wilde velkých úspěchů jako dramatik. Jeho společenské konverzační komedie Vějíř lady Windermerové (Lady Windermere's Fan, 1892), Bezvýznamná žena (A Woman of No Importance, 1893), Ideální manžel (An Ideal Husband, 1895), Jak je důležité míti Filipa (The Importance of Being Earnest, 1895) s originální zápletkou a vtipnými dialogy obsahují také kritiku soudobé společnosti a morálky. Získaly si celosvětovou popularitu a hrají se dodnes. Jednoaktovou tragédii na biblický námět Salome napsal Wilde původně ve francouzštině, později byla přeložena do angličtiny Alfredem Douglasem. Při uvedení v Londýně měla hlavní roli hrát Sarah Bernhardtová, ale hra byla zakázána. Premiéru měla až v roce 1896 v Paříži.

### Odsouzení a závěr života
Od roku 1891 Wilde udržoval blízký vztah s mladým, pohledným lordem Alfredem "Bosie" Douglasem, do kterého se vášnivě zamiloval. To naráželo na nevoli Bosieho otce, Markýze Queensberryho. Ten se 19. února 1895 pokusil vyvolat skandál na premiéře Wildeovy hry Jak je důležité míti Filipa, načež Bosie přesvědčil Wildea, aby otce žaloval pro urážku na cti. Probíhající soudní spor se však posléze obrátil proti němu. Markýz Queensberry byl osvobozen a naopak Wilde byl 5. dubna téhož roku zatčen pro přečin proti mravopočestnosti. Dne 6. dubna započal soudní proces, na jehož konci byl Wilde odsouzen na dva roky vězení a nucených prací. Pokrytecká londýnská smetánka se od něj zcela odvrátila. Trest si odbyl ve Wandsworthu a poté v Readingu. Během pobytu ve vězení napsal formou dlouhého dopisu Alfredu Douglasovi svou osobní zpověď, která byla vydána po jeho smrti pod názvem De profundis (1905). 
Jeho žena Constance, se kterou se rozešel už v roce 1893, změnila sobě a synům příjmení na Hollandovi. Constance zemřela v roce 1898 v italském Janově, syn Cyril byl zabit během 1. světové války ve Francii. Vyvyan se stal spisovatelem a překladatelem a roku 1954 publikoval své paměti.
Oscar Wilde po propuštění z vězení odjel v roce 1898 do Francie, kde se stýkal jen se svými nejvěrnějšími přáteli. S velkými přestávkami vytvořil svou poslední báseň, Baladu o žaláři v Readingu (The Ballad of Reading Gaol, 1898), která během tří měsíců vyšla v šesti vydáních. Změnil si jméno na Sebastian Melmoth a většinu času trávil na cestách. Několik měsíců žil s Alfredem Douglasem, ale na nátlak rodiny se rozešli. Jeho tvůrčí elán vyprchal. Občas psal články do novin a pracoval na korekturách svých her. Byl bez prostředků a spoléhal na finanční výpomoc od svých přátel. Zemřel v bídě s podlomeným zdravím na meningitidu v Paříži v hotelu d’Alsace v rue des Beaux-Arts. V okamžiku jeho smrti s ním byli jeho přátelé Robert Ross a Regie Turner. Je pochován na hřbitově Père Lachaise v Paříži, původně však byly jeho ostatky uloženy na hřbitově v Bagneux. Výdaje na pohřeb zaplatil lord Alfred, který se ho také zúčastnil.

## Dílo

### Básně
- Básně (Poems, 1881) – sbírka dekadentních básní
- Balada o žaláři v Readingu (The Ballad of Reading Gaol, 1898)

### Divadelní hry
- Věra aneb Nihilistka (Vera, or The Nihilists, 1880)
- Vévodkyně z Padovy (The Duchess of Padua, 1883). Dostupné online.
- Salome (Salomé, francouzská verze 1893, překlad do angličtiny 1894, premiéra v Paříži 1896)
- Vějíř lady Windermerové (Lady Windermere's Fan, 1892)
- Bezvýznamná žena (A Woman of No Importance, 1893)
  - v roce 1998 zpracováno v Českém rozhlasu jako rozhlasová hra. Překlad: Jiří Zdeněk Novák, rozhlasová úprava: Josef Hlavnička, dramaturgie: Jarmila Konrádová, režie: Markéta Jahodová. Hráli: Lord Illingworth (Viktor Preiss), Sir John Pontecraft (Svatopluk Beneš), Pan Ketlick, poslanec (Petr Kostka), Gerald Arbuthnot (Pavel Chalupa), Lady Hunstantonová (Viola Zinková), Lady Karolína Pontecraftová (Jaroslava Adamová), Paní Allonbyová (Gabriela Vránová), Slečna Ester Worsleyová (Petra Špalková), Paní Arbuthnotová (Dana Syslová), vypravěč (Josef Červinka), Francis, sluha (Tomáš Racek) a Alice, komorná (Jana Zímová)[7]
- Ideální manžel (An Ideal Husband, 1895)
- Jak je důležité míti Filipa (The Importance of Being Earnest, 1895)

### Próza
- Strašidlo cantervillské (The Canterville Ghost, 1887)
- Šťastný princ a jiné pohádky (The Happy Prince and Other Stories, 1888)
- Portrét pana W. H. (The Portrait of Mr. W. H., 1889)
- Zločin lorda Arthura Savila (Lord Arthur Saville’s Crime and other Stories, 1891)
- Intence (Intentions, 1891)
- Obraz Doriana Graye (The Picture of Dorian Gray, 1891) – jediný román. Dílo bylo zfilmováno v roce 2009 pod názvem Dorian Gray od režiséra Olivera Parkera. V hlavní roli se objevil Ben Barnes (herec).
- Dům granátových jablek (A House of Pomegranates, 1891)
- Lidská duše za socialismu (The Soul of Man Under Socialism, 1891, resp. 1904)
- De Profundis (1905)
- Sfinga bez záhady (The Sphinx without a Secret)
- Slavík a růže (The Nightingale and the Rose, 1888)
- Neobyčejný model (The Model Millionaire, 1887)
- Sobecký Obr (The Selfish Giant, 1888)

V českých zdrojích (které však zřejmě vycházejí jen z tvrzení v předmluvě k českému vydání textu z r. 1992) je mu též někdy připisováno autorství krátké pornografické novely Lady Pokingham, Or They All Do It. Novela anonymně vycházela v letech 1879–1880 na pokračování v britském časopise The Pearl. V zahraničních vydáních však není Wildovo autorství zmiňováno. Text v češtině poprvé vyšel pod názvem Lady Fuckingham v roce 1992 v nakladatelství Cesty, za pseudonymem překladatele „Voloďa Miljuchin“ se skrýval (dle bibliografické databáze Historického ústavu AV ČR a Databáze českého uměleckého překladu) Vladimír Miltner, český indolog-lingvista, překladatel a publicista.
Básník Ondřej Macl mu věnoval roku 2023 dopis Polibky na Wildeův hrob.